# Palotinci
 Palotinci su katolička crkvena Družba koju je osnovao Sveti Vinko Pallotti.

## Vinko Pallotti - Utemeljitelj Družbe katoličkog apostolata
Sveti svećenik Vinko Pallotti (Vincenzo Pallotti) bio je nadahnut uzvišenim i plemenitim idealom oživljavanja i promicanja vjere i djela milosrđa među katolicima diljem svijeta. Živeći u samom središtu Crkve, te kroz svoje mnogobrojne apostolske aktivnosti, duboko je uvidio težinu problema s kojima se kršćanstvo suočavalo u doba velikih promjena. Intuitivnom je vizijom shvatio kako ti problemi mogu biti riješeni samo onda, kada će svaki kršćanin postati svjestan svoje vjerničke odgovornosti i surađivati u apostolatu Crkve. To ga je dovelo do utemeljenja jedne zajednice koju je nazvao „Družba katoličkog apostolata“ kojoj na jednak način pripadaju i svećenici i redovnici i laici. Kasnije je na toj jezgri osnovao dvije vjerske zajednice, jednu za muškarce, a drugu za žene. Bio je to predivan ideal, veoma potreban u vrijeme njegova življenja. No on je još potrebniji danas, kada su vjera i djela milosrđa suočeni s još većim preprekama od onih nastalih nakon Francuske revolucije.
Otac Pallotti je veoma jasno uvidio da se svetost prije svega sastoji u izvršavanju Božje volje koja se očituje u volji nadređenih. Poznatom profesoru Svetog pisma, koji se zaželio umirovljenja i kontemplativnog života, napisao je sljedeće:
„Bog ne traži od Vas da postanete svetac u tišini i strogosti La Trappea, Charterhousea ili pak Hermitagea (klauzurnih samostana, op. prev.). Bog traži od Vas da postanete svetac u svijetu, svakodnevnom životu, tijekom Vašeg odmora i ugodnih trenutaka. Svetost se sastoji u vršenju Božje volje. Možete koristiti razgovor kao put k svetosti. Započnite razgovor o nekoj temi koja zanima Vašeg sugovornika, ali ga dovršite s temom koja zanima Vas. Možete postati svetac jednako lako tijekom kakove književne rasprave, znanstvene akademije, za katedrom među obrazovanima, kao i među bludnicima i grešnicima. U svijetu možete biti svetac postajući sve svima, kako biste svakog pridobili za Krista.“
Početkom 1835. napisao je u svoj duhovni dnevnik:
„Moj Bože, još uvijek nisi izlio svoje milosrđe na mene, no vjerujem da ćeš sada započeti. Za prvi pokaz tvoga milosrđa molim da me neko tvoje stvorenje, s tvojim odobrenjem prezre, kazni, povrijedi i ponizi kako bi zauzdao moje zle strasti, a pogotovo moj ponos. Neka se sva stvorenja okome na mene, moju neodlučnost. To neka bude na moju štetu i poniženje...“

## Povijest reda

### Osnivanje Družbe
U vršenju svog apostolskog služenja, otac Pallotti je okupio oko sebe priličnu skupinu pobožnih duša iscrtanu svim životnim pozivima. Bili su to svećenici, redovnici i bogoslovi koji su pod Pallottijevim vodstvom običavali propovijedati, ispovijedati i poučavati nauk Crkve u zanemarenim dijelovima Rima i njegovim predgrađima. Pobožni su mu laici pomagali i novčanim prilozima i konkretnim služenjem. Redovnice su u tišini svojih samostana i vjerskih zajednica upućivale molitve Bogu za pomoć u žetvi.
Otac Pallotti je bio zahvalan Bogu za toliko mnoštvo revnih i velikodušnih suradnika, ali je ipak jedna stvar manjkala da njegova radost bude potpuna. Njegovi su suradnici služili samo kratkoročno i nisu bili s njime vezani trajnom svezom. Promišljao je o tome kako ujediniti te volontere u jedno i trajno tkivo, sve dok se nije zbio jedan „događaj“ koji nije previše značio drugima, ali je za njega bio prst Božji.
Pri kraju 1834. otac Pallotti, na prijedlog Arapske katoličke misije, odlučuje tiskati izdanje Vječnih maksima sv. Alfonza na arapskom jeziku. 
Nakon što je tiskanje bilo plaćeno, uviđeno je da je preostala pozamašna svota novca. Očito je Božja providnost upućivala na to da treba osnovati neku redovničku zajednicu koja bi trajno osiguravala karitativno djelovanje.
Na listovima papira svoga duhovnog dnevnika, nađenima nakon njegove smrti, dokaza velike duhovne dubine, nastojao je Pallotti zabilježiti najintimnije odnose svoje duše s njezinim Stvoriteljem. Započinje s uputstvima svoga duhovnika, zatim sadrži njegove refleksije, odluke i opis pojedinih milosti koje mu je Bog davao s vremena na vrijeme. Zanimljivo je zapaziti kako je kratko nakon tek zapisanog „događaja“, Pallotti opisao veliku i jedinstvenu milost dobivenu od Boga nakon što je odslužio misu drugog petka u siječnju 1835. godine:
„Moj najmilosrdniji Bože, ti si mi darovao zadatak pokretanja i osnivanja sljedećeg na sigurnim temeljima, promičući, usavršujući i ovjekovječujući posljednju želju tvog Presvetog Srca:
1.        Sveopćeg apostolata među katolicima za promicanje vjere i Kristovih načela među nevjernicima i nekatolicima;
2.        Apostolata za oživljavanje, očuvanje i povećanje vjere u samih katolika;
3.        Instituciju sveopćeg milosrđa koja se treba uvježbavati u duhovnim i tjelesnim djelima milosrđa, tako da bi ti, koji si beskrajno milosrđe, mogao biti znan cijelom svijetu na sve načine.“
Bio je to Božji poziv koji je Pallotti morao izvršiti. Nakon savjetovanja s duhovnikom, odlučio se za put koji mu je Bog pokazivao. Zatražio je crkveno odobrenje za zajednicu laika, svećenika i redovnika koji su već bili djelovali pod njegovim vodstvom, s prijedlogom da nova družba nosi naziv „Družba katoličkog apostolata“ pod patronatom Marije, Kraljice apostola. Kardinal vikar Rimske biskupije odmah je dao odobrenje novoj družbi. Bilo je to 4. travnja 1835., a tri je mjeseca kasnije Njegova Svetost Grgur XVI. poslao blagoslov ocu Pallottiju i njegovoj Družbu napisavši: „Neizmjerno mnogo blagoslova Družbi katoličkog apostolata, te pobožnom i predanom radu kojeg će izvršavati.“

### Družba katoličkog apostolata
Narav i ustroj Družbe katoličkog apostolata opisao je sam Vinko Pallotti na sljedeći način:
„Družba katoličkog apostolata, osim što treba doprinijeti širenju vjere u nevjerničkim zemljama, treba oživljavati i očuvati vjeru u kršćanskim zemljama, te surađivati sa svim već postojećim vjerskim zajednicama. Koristan je i dobrovoljni rad njezinih članova u vlastitoj profesiji, na radnom mjestu, u industriji, jednako kao i u molitvi i žrtvi. Družba dakle nije ograničena samo za određenu skupinu ljudi. Mogu joj pripadati svi vjernici, bili oni laici ili klerici, muškarci ili žene, obrazovani ili neobrazovani, bogati ili siromašni, plemeniti ili ubogi, pozvani ili slučajno pridošli. Oni koji nisu klerici, mogu surađivati u ovoj apostolskoj zadaći radeći u svojoj profesiji, na radnom mjestu, u umjetnosti ili pak kroz svoje žrtve, isto kao što i svi mogu pomoći molitvom.“
Prema tome, članstvo Družbe katoličkog apostolata može biti iscrtano svim društvenim slojevima, a sama je Družba bila stavljena pod hijerarhijsku vlast Crkve.
To je dakle, prvi primjer katoličke akcije u novije vrijeme, kao što je naznačio Pio XI., u sudjelovanju laika u hijerarhijskom apostolatu Crkve.
„Kada je Vinko Pallotti“, kazao je Pio XI., „utemeljio Družbu katoličkog apostolata, prorekao je ne samo naziv, nego također i narav moderne katoličke akcije, njezinu bît u apostolatu laika pod hijerarhijskom upravom. Lijepog li nauma Družbe! U njemu prepoznajemo ruku i srce samoga Boga, uvijek pripravnog u ostvarenju dobrih djela. Gdje god katolička akcija činila dobro, ona neće zaboraviti na trenutke zahvale Bogu za mogućnost djelovanja i za dobru priliku. I urodit će dobrim plodom od svoga, tako lijepog i vrijednog nauka svoga preteče.“
U namjeri za usmjeravanjem djelovanja Družbe, otac Pallotti je okupio oko sebe, u svojoj rezidenciji pored crkve Duha Svetoga, grupu svećenika koji su sačinjavali jezgru Družbe.

## Poznati pripadnici
- Joseph Kentenich, sluga Božji

## Vanjske poveznice
- Palotinci
- Župa u Zaprešiću
- Župa u Vinkovcima  Arhivirana inačica izvorne stranice od 9. rujna 2010. (Wayback Machine)
- Palotinci - Hrvatski redovnici  Arhivirana inačica izvorne stranice od 25. lipnja 2007. (Wayback Machine)
- "Autobiografija s neba".pps[neaktivna poveznica]